# VIVA
VIVA var en tysk musik-TV-kanal med huvudkontor i Berlin.
VIVA utstrålade huvudsakligen shower, dokusåpor och musikvideor för den yngre TV-publiken. VIVA grundades i Köln 1993 som en konkurrent till MTV. Idag ingår båda kanalerna i den amerikanska mediakoncernen Viacom. VIVA utstrålade egna program i Österrike (VIVA Austria), Schweiz (VIVA Schweiz), Polen (VIVA Polska) och Ungern (VIVA Magyarország). Kanalen kunde ses I Sverige via parabol då den sänder okrypterat.
De tyska, österrikiska och schweiziska versionerna upphörde med sändningen den 31 december 2018 och var de sista som följde de andra versionerna. Återstående sändningstid togs över av Comedy Central-kanalen i Tyskland, Österrike och Schweiz.

## Logotyphistorik

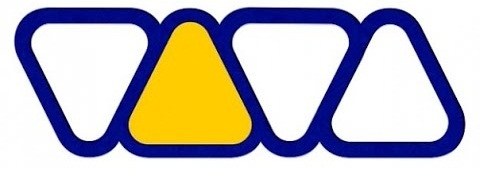
Logo från 1993 till 2001.
Logotyp från 2002 till 2004.
Logo från 2004 till 2010.